# Гарднер, Энтони
Энтони Дерек Гарднер (англ. Anthony Derek Gardner; род. 19 сентября 1980, Стаффордшир, Англия) — английский футболист, центральный защитник, восемь лет отыграл за «Тоттенхэм Хотспур» и сыграл один матч за сборную Англии.

## Клубная карьера

### «Порт Вейл»
Гарднер родился в Стоуне, Стаффордшир, и начал свою карьеру в клубе Первого дивизиона «Порт Вейл», дебютировав под руководством Джона Раджа в октябре 1998 года. Он забил свой первый гол 1 мая 1999 года, в победном 2:0 матче с «Куинз Парк Рейнджерс». Всего в том сезоне Гарднер сыграл 15 матчей.
В сезоне 1999/00 он сыграл 29 матчей под руководством нового тренера Брайана Хортона, забив голы в ворота «Куинз Парк Рейнджерс», «Хаддерсфилд Таун» и «Шеффилд Юнайтед». В конце сезона «Порт Вейл» вылетел во второй дивизион, но к тому времени Гарднер уже покинул клуб.

### «Тоттенхэм Хотспур»
Гарднер подписан контракт с «Тоттенхэм Хотспур» Джорджа Грэма в январе 2000 года за £ 1 млн. Сначала он играл в резервном составе, прежде чем дебютировал, выйдя на замену в игре против «Дерби Каунти» в марте 2001 года. Всего в сезоне 2000-01 он провел 8 матчей. В конце сезона он получил травму колена и выбыл из строя до декабря.
В сезоне 2001/02 Гарднер отыграл 19 матчей за «шпор». Он забил свой первый гол за «Тоттенхэм» в победной 3:2 игре с «Вест Хэм Юнайтед» в сентябре 2002 года. В следующем сезоне на счету Гарднера оказалось всего 13 игр. Свой второй гол он забил в матче Кубка Лиги против «Олдем Атлетик» 22 сентября 2004 года. Из-за травм Гарднер отыграл лишь 7 матчей в сезоне 2004-05, 17 — в сезоне 2005-06 и сделал 16 — в сезоне 2006/07, из которых 8 — в Премьер-лиге.
В начале сезона 2007/08 Гарднер занял место в основе из-за травм Ледли Кинга и Майкла Доусона. Он сумел произвести впечатление на тренера и болельщиков, забив единственный гол своей команды во втором туре Премьер-лиги против «Эвертона» 15 августа 2007 года, который «шпоры» проиграли 1:3. 25 октября он травмировался в игре с Хетафе в Кубке УЕФА и был унесен с поля на носилках с подозрением на перелом лодыжки на 42-й минуте. 31 января 2008 года Гарднер отправился в аренду в «Эвертон» на оставшуюся часть сезона, но не сыграл ни одного матча. В ходе сезона он лишь 5 раз вышел на поле за «Тоттенхэм.» Во время своего пребывания в клубе он сыграл 142 матча во всех соревнованиях и играл под руководством семи различных тренеров.

### «Халл Сити»
Гарднер был отдан в аренду новичкам Премьер-лиги «Халл Сити» в начале сезона 2008-09. Первоначально аренда должна была продлиться до января 2009 года, а Халл получил возможность выкупить контракт Гарднера в любой момент в течение срока аренды. Халл использовал эту опцию, и в августе за плату 2,5 млн £ Гарднер перешёл в новый клуб. 23 марта 2009 года обследование показало, что у Гарднера перелом четырёх позвонков в основании позвоночника, и игрок надолго выбыл из строя. Халл избежал вылета, однако Гарднер сыграл только восемь игр в сезоне 2008-09.
В сезоне 2009-10 Гарднер сыграл 24 игры, но «тигры» вылетели из Премьер-лиги, заняв 19-е место. Он провел ещё три матча в сезоне 2010-11, прежде чем покинул клуб.

### «Кристал Пэлас»
31 августа 2010 года Гарднер перешёл в «Кристал Пэлас» в аренду на пять месяцев, позже аренда была продлена до конца сезона. Он забил свой первый гол за клуб в победном 2:1 матче с «Норвич Сити» 19 октября. Гарднер сыграл в общей сложности 28 матчей в чемпионате за «Кристал Пэлас». В конце сезона Гарднеру не был предложен новый контракт от «Халл Сити». Это позволило ему подписать с «Кристал Пэлас» полноценный однолетний контракт в августе 2011 года.
Гарднер был важной частью обороны «Кристал Пэлас» в сезоне 2011/12. Он отыграл все 120 минут «потрясающего дополнительного времени на Олд Траффорд» 30 ноября 2011 года, когда «Кристал Пэлас» победил чемпионов Премьер-лиги «Манчестер Юнайтед» 2:1 и вышли в полуфинал Кубка Лиги. Он забил гол в домашнем полуфинале против «Кардифф Сити», в гостях «Пэлас» уступил 0:1 и в серии пенальти «Кардифф» оказался сильнее. Гарднер был в шорт-лист клуба при голосовании за «Игрока года» в конце сезона, но награду получил молодой защитник Джонатан Парр. «Пэлас» предложил Гарднеру новый контракт, но стало очевидно, что игрок вместо этого перейдет в новый клуб.

### Шеффилд Уэнсдей
Гарднер подписал контракт с новичками Чемпионшипа «Шеффилд Уэнсдей» 20 июня 2012 года на два года. Тренер Дэйв Джонс охарактеризовал Гарднера как «игрока с лидерскими качествами и опытом игры на высшем уровне». 13 августа Гарднер дебютировал за «сов» в победном 4:2 матче Кубка Лиги с «Олдем Атлетик». Он провел 38 матчей в сезоне 2012-13 и дважды входил в символическую сборную тура.
Гарднер сыграл 6 игр в сезоне 2013/14, прежде чем выбыл из строя из-за рецидива травмы ахиллова сухожилия в сентябре. В мае 2014 года Шеффилд отпустил игрока, и Гарднер завершил карьеру.

## Международная карьера
Гарднер представлял Англию на уровне игроков до 21 года, сыграв один матч под руководством Дэвида Платта.
Гарднер хорошо начал сезон 2003/04 и заработал вызов в главную сборную Англии в качестве замены травмировавшегося Гарета Саутгейта в товарищеском матче против Дании в марте 2004 года. Свой единственный официальный матч он сыграл 31 марта 2004 года, выйдя на замену вместо Джона Терри в игре против Швеции.